# Vernonia teucrioides
Vernonia teucrioides là một loài thực vật có hoa trong họ Cúc. Loài này được Welw. ex O.Hoffm. miêu tả khoa học đầu tiên năm 1892.